# Timoleon Noring
Timoleon Noring, född 23 oktober 1804 på Ranåker, Skånings-Åsaka socken, Skaraborgs län, död 26 oktober 1832, var en svensk fänrik och miniatyrmålare.
Han var son till expeditionssekreteraren Jonas Noring och Sophia Maria Lamberg samt bror till Clementine Wallin. Han var vid sidan av sin militära tjänst verksam som miniatyrmålare och bedömdes av sin samtid ha goda anlag för konsten och var frekvent anlitad som miniatyrmålare.     